# Tuyauteries en acier pour hautes températures
Les liaisons de transport de fluide à hautes températures réalisées au moyen de canalisations métalliques nécessitent une conception très spécifique.
Dans celle-ci le choix de la matière intervient en tout premier lieu.
De par la connaissance approfondie de ses caractéristiques, l'acier y tient le rôle prépondérant.
Dans le cadre de tuyauteries de vapeur de centrale à combustible fossile, les températures à prendre en compte dépassent les 550 °C, températures auxquelles les caractéristiques de résistance mécanique de l'acier des tubes ne peuvent être maintenues à un niveau rentable que moyennant l'addition d'éléments tels le molybdène et le chrome. Parmi ceux-ci l'acier à 9 % de Cr (acier P 9.1)s'avère, à ce jour, le plus adéquat. Il remplace avantageusement les aciers à 2,5 % de chrome habituels en divisant par deux les épaisseurs nécessaires offrant ainsi plus de flexibilité à la dilatation du tracé de la tuyauterie.